# Loyal (Oklahoma)
Loyal – miasto w Stanach Zjednoczonych, w stanie Oklahoma, w hrabstwie Kingfisher.